# Hackelochloa porifera
Hackelochloa porifera là một loài thực vật có hoa trong họ Hòa thảo. Loài này được (Hack.) D.Rhind mô tả khoa học đầu tiên năm 1945.